# Mietek Szcześniak
Mieczysław Wojciech "Mietek" Szcześniak (Kalisz, 6 juli 1964) is een Pools zanger.

## Biografie
Szcześniak is vooral bekend vanwege zijn deelname aan het Eurovisiesongfestival 1999, dat gehouden werd in Jeruzalem. Met het nummer Przytul mnie mocno eindigde hij als achttiende.